# أديلينا باستور
أديلينا باستور (بالرومانية: Adelina Pastor)‏ هي منافسة ألعاب القوى رومانية، ولدت في 5 مايو 1993 في زالاو في رومانيا.

## وصلات خارجية
- أديلينا باستور على موقع الاتحاد الدولي لألعاب القوى (الإنجليزية)
- أديلينا باستور على موقع اللجنة الأولمبية الدولية (الإنجليزية)
- أديلينا باستور على موقع أوليمبيديا (الإنجليزية)
- أديلينا باستور على موقع اللجنة الأولمبية الرومانية (الرومانية)